# 예수성심시녀회
예수성심시녀회는 로마 가톨릭교회 수녀회이다. 1935년 12월 8일, 경상북도 영천군 화산면 용평리에서 루이 델랑드 신부(국적: 프랑스)에 의해 설립되었다.